# Thibaudia mundula
Thibaudia mundula är en ljungväxtart som beskrevs av A. C. Smith. Thibaudia mundula ingår i släktet Thibaudia och familjen ljungväxter. Inga underarter finns listade i Catalogue of Life.